# پاگودای معبد فوگنگ
پاگودای معبد فوگنگ (انگلیسی: Pagoda of Fogong Temple) یا بتکده گوتاما بودا در معبد فوگونگ (چینی ساده‌شده: 佛宫寺释迦塔; چینی سنتی: 佛宮寺釋迦塔; پین‌یین: Fógōng Sì Shìjiā Tǎ) در شهرستان یینگ، استان شانشی، چین، یک پاگودای چوبی است. این بنا همچنین با نام بتکده چوبی شهرستان یینگ (چینی: 应县木塔، پین‌یین: yìngxiàn mùtǎ) شناخته می‌شود. این بنا در سال ۱۰۵۶، در دومین سال حکومت مردم خیتان در دودمان لیائو ساخته شد و در سال ۱۱۹۵، در ششمین سال حکومت دودمان جین (۱۲۳۴–۱۱۱۵) مرمت و گسترش یافت. این بتکده به دستور دائوزونگ (هونگجی) در محل خانه مادربزرگش ساخته شد. این بتکده که در طول قرن‌ها از چندین زمین‌لرزه بزرگ جان سالم به در برده است، شهرت زیادی در چین پیدا کرده و به‌طور عامیانه با نام موتا (چینی: 木塔; پین‌یین: mùtǎ; ت.ت. 'Timber Pagoda') شناخته می‌شود.
این بتکده بر روی سکویی سنگی به ارتفاع ۴ متر (۱۳ فوت) ساخته شده و دارای یک مناره ۱۰ متری (۳۳ فوت) است که مجموع ارتفاع آن را به ۶۷٫۳۱ متر (۲۲۰٫۸۳ فوت) می‌رساند. این بنا قدیمی‌ترین بتکده تمام چوبی موجود در چین است. با اینکه این بتکده قدیمی‌ترین پاگودای تمام چوبی در چین است، اما قدیمی‌ترین بتکده دارای بام‌های متراکم، بتکده سونگیو از قرن ششم (ساخته شده از آجر) است. همچنین، پاگوداهای سنگی بسیار قدیمی‌تری در سراسر دشت شمال چین وجود دارند، از جمله معبد فوگوانگ و بتکده چهار دروازه در جینان. قدیمی‌ترین ساختمان‌های چوبی موجود در چین، تالارهای معابد بوداگرایی چینی در شهرستان ووتای در غرب کوه ووتای هستند که قدمت آن‌ها به اواسط دودمان تانگ (۶۱۸–۹۰۷) بازمی‌گردد.

## تاریخچه

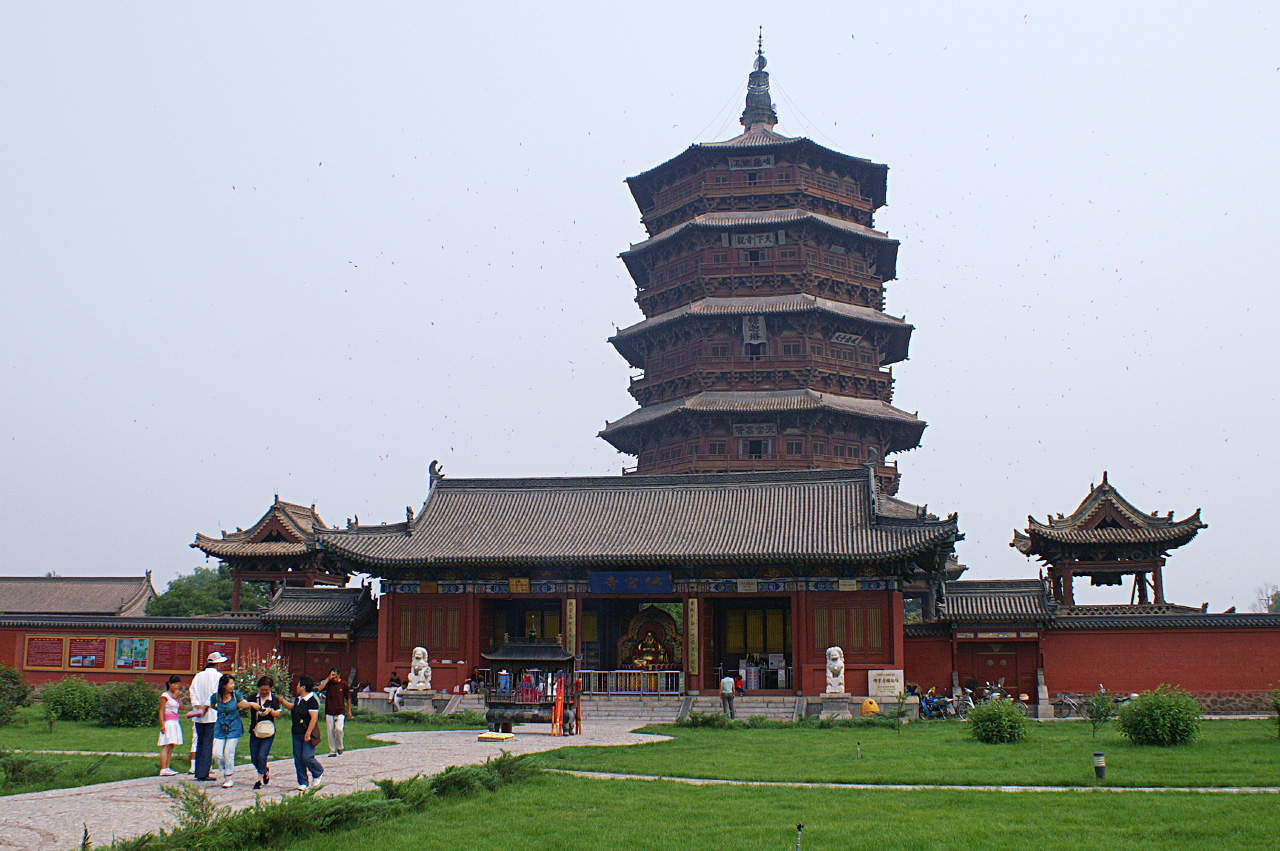
بتکده و محوطه معبد

بتکده معبد فوگونگ در فاصله ۸۵ کیلومتر (۵۳ مایل) جنوب پایتخت دودمان لیائو در داتونگ ساخته شد. در دایرةالمعارف Complete Classics Collection of Ancient China که در سال ۱۷۲۵ منتشر شد—و در دوره حکومت کانگ‌شی و امپراتور یونگ‌ژنگ در دودمان چینگ نوشته شده است—ذکر شده که پیش از ساخت بتکده فعلی در سال ۱۰۵۶، یک بتکده دیگر در این مکان بین سال‌های ۹۳۶–۹۴۳ وجود داشته است. این مطلب در Shanxi tongzhi (گزارش استان شانشی) و Yingzhou xuzhi (گزارش ادامه‌یافته یینگ‌ژو) نیز ذکر شده است. در Yingzhou zhi (گزارش یینگ‌ژو)—که توسط تیان هوی در دوره حکومت وان‌لی (حک: ۱۵۷۲–۱۶۲۰) از دودمان مینگ تدوین شد—ذکر شده که این بتکده در سال ۱۰۵۶ توسط یک بهکشو به نام تیان ساخته شده است. تیان هوی که در اواخر دودمان مینگ تاریخچه بتکده را بررسی کرده و گزارش تعمیرات آن را در Zhongxiu Fogongsi ta zhi ثبت کرده است. پلاک طبقه سوم بتکده نشان می‌دهد که مرمت‌های دوره‌ای در سال‌های ۱۱۹۵ و ۱۴۷۱ انجام شده است. با این حال، تیان هوی هنگام بررسی تاریخچه بتکده، هیچ مدرکی مبنی بر وجود یک بنای پیشین ساخته شده بین ۹۳۶ تا ۹۴۳ نیافت، برخلاف آنچه که برخی متون دیگر اشاره کرده‌اند.
در تأیید تاریخ ۱۰۵۶ و نه سال‌های ۹۳۶–۹۴۳، ژانگ یو هوان در کتاب خود تاریخ تکنولوژی معماری چین باستان (۱۹۸۵) می‌نویسد که آزمایشگاه ون‌و، اجزای چوبی مختلف از طبقات دوم تا پنجم پگودا را بین ۹۳۰ تا ۹۸۰ ساله تشخیص داده است. شواهد دیگر که تاریخ بعدی را پیشنهاد می‌کند شامل این است که مادرخوانده شینگ‌زونگ اهل یینگ‌ژو بوده است. پسر شینگ‌زونگ، هونگ‌جی (امپراتور دائوزونگ) نیز به دلیل پیروی از رسم مردم خیتان در تربیت پسران خاندان یلو در خانواده‌های مادرانشان، در شهرستان یینگ بزرگ شده بود. هونگ‌جی همچنین به عنوان یک بودایی معتقد شناخته می‌شد؛ پگودا (بر اساس سنت استوپا) نماد مرگ گوتاما بودا بود، که ممکن است هونگ‌جی آن را به پدر فقید خود، امپراتور شینگ‌زونگ، ارتباط داده باشد. تاریخ‌نگار نانسی اس. استین‌هاردت می‌نویسد: «فقط چیزی شبیه به یادگار یک جوان امپراتوری می‌تواند ساخت چنین بنای عظیمی را در چنین مکانی دورافتاده توضیح دهد.» همچنین دهه ۱۰۵۰ دهه‌ای بود که پایان یک کالپا بودایی را نشان می‌دهد، که به موجب آن پگودای معبد فوگونگ به عنوان «مقبره نهایی مرگ بودا در این عصر» شناخته می‌شد، طبق گفته استین‌هاردت. این رویداد همزمان با زمانی بود که فوجیوارا نو یوریمیچی از ژاپن تالار فینیکس خانه پدرش فوجیوارا نو میچیناگا را در بیودو-این به معبدی تبدیل کرد که به هدایت ارواح به دنیای پس از مرگ بودایی اختصاص داشت (طبق بوداگرایی پاک‌بوم).
پگودا در مرکز زمین‌های معبد قرار داشت، که تا قبل از تغییر نام آن به فوگونگ در سال ۱۳۱۵ در دوران دودمان یوآن، به نام معبد باوگونگ شناخته می‌شد. اگرچه اندازه زمین‌های معبد در دوران دودمان جین (۱۲۳۴–۱۱۱۵) تحت رهبری ژورچن‌ها به عنوان عظیم توصیف شده بود، اما معبد در دوران دودمان مینگ شروع به افول کرد.
کتاب یینگ‌ژو ژی گزارش می‌دهد که در بین سال‌های ۱۰۵۶ تا ۱۱۰۳، مجموعاً هفت زمین‌لرزه رخ داده است، اما برج همچنان استوار باقی ماند. در طول تاریخ خود پیش از قرن بیستم، پگودا تنها به ده تعمیر جزئی نیاز داشت. با این حال، تعمیرات قابل توجهی پس از آن که سربازان ژاپنی بیش از دویست گلوله به پگودا شلیک کردند در طول جنگ دوم چین و ژاپن لازم بود. در هنگام تعمیرات پگودا در سال ۱۹۷۴، مرمت‌کنندگان متون بودایی از دوران دودمان لیائو و سایر اسناد را یافتند. این کشف عمده شامل ۱۲ اسکرول تری‌پیتاکا لیائو (چینی ساده‌شده: 辽藏; چینی سنتی: 遼藏) بود که در سال ۱۰۰۳ در یان‌جینگ (پکن امروزی) با نوع متحرک چاپ شده بودند، ۳۵ اسکرول از متون مقدس که طولانی‌ترین آن ۳۳٫۳ متر بود، و ۸ اسکرول دست‌نویس. این موضوع نشان‌دهنده استفاده گسترده از چاپ سربی است که در داخل دودمان سانگ همسایه توسعه یافته بود. همچنین، در سال ۱۹۷۴، یک بقایای دندان بودا در یکی از مجسمه‌های بودا در طبقه چهارم پگودا کشف شد.